# Castelli (Monfumo)
Castelli è l'unica frazione del comune di Monfumo, in provincia di Treviso.

## Geografia fisica
La frazione (che è in realtà costituita da case sparse o raccolte in minuscole borgate) si estende su un'area collinare a nordest del capoluogo comunale, ai confini con Maser, Cornuda, Pederobba e Cavaso del Tomba. L'area si affaccia sulla sottostante Valcavasia e al Monfenera.
È una zona notevole dal punto di vista paesaggistico, costellata di piccole valli e ricca d'acque.

## Storia
Il toponimo indica la presenza, in epoca feudale, di un complesso fortificato (o forse, visto l'uso del plurale, più di uno) in cui era insediata la famiglia da Castelli, protagonista della storia medievale della Marca Trevigiana.
Nel 1339 Castelli viene citata come villa dipendente dalla neocostituita podesteria di Asolo, alla quale resterà legata sino alla caduta della Serenissima, nel 1797.

## Monumenti e luoghi d'interesse

### Chiesa parrocchiale
Già curazia dipendente da Monfumo, è sede di parrocchia dal 1966; dal 1970 è gestita dai Canossiani proprietari del vicino palazzo Neville.
Intitolata ai Santi Giorgio martire e Adalberto di Praga, recenti lavori ne hanno portato alla luce le fondazioni tardo rinascimentali, ma si ritiene che la chiesa abbia origini medievali, legate ai da Castelli e al loro fortilizio. L'iscrizione funeraria dei coniugi Baldo e Agnese da Castelli (1255), collocata oggi su una delle pareti laterali, fa pensare che l'edificio fungesse da cappella funeraria della famiglia, mentre una tradizione colloca l'antico castello proprio su questo sito. A tal proposito, si dice che il campanile ottocentesco sarebbe stato costruito sui resti di una delle torri.

### Palazzo Neville
Già Mulazzani e poi Bressa, è una villa veneta dall'aspetto severo e monumentale, ricordata per la prima volta in un catasto del 1717.
Attualmente è proprietà dei Canossiani che la utilizzano come noviziato e per lo svolgimento di esercizi spirituali.

### I borghi
Come già detto, Castelli non forma un nucleo compatto, ma, anche per la conformazione geografica del territorio, è costituita da una serie di borgatelle sparse. Il nucleo principale è Col Mason, presso il confine nord, in cui si trova la chiesa parrocchiale; poco più a sud sorgono Costa Mattia, Era Grande e La Mandra. Generalmente questi abitati rurali conservano la tipica conformazione "a raggiera" con gli edifici disposti attorno a una corte centrale.